# 钦文杜·伊海祖奥
钦文杜·韦罗妮卡·伊海祖奥（英語：Chinwendu Veronica Ihezuo；1997年4月30日—），尼日利亚女子职业足球运动员，司职前锋，目前效力于帕丘卡足球俱乐部和尼日利亚国家女子足球队。她曾代表尼日利亚参加2024年夏季奥林匹克运动会女子足球比赛。